# つじらじお
「つじらじお」は2009年4月1日から2012年4月1日まで、エフエム仙台（Date fm）で放送されていたラジオ番組。
番組では後述するエフエム石川版と区別するためか、必ず番組名を「Date fm つじらじお」とコールしていた。

## 概要
福岡cross fmのRADIO KICKS!に続いての横浜市出身のシンガーソングライター、辻詩音がパーソナリティーを務めた番組である。
唯一当番組がJFN・TFM系局でのレギュラー番組であった。
仙台圏をはじめ、東北地方での当人の人気を支えていた番組であった。
なお、番組収録は東京の制作会社とエフエム仙台のスタジオで行なわれていた。また、ごく稀に生放送が行なわれたこともあった。

## 放送時間
- 毎週木曜 20:30 - 20:55（2009年4月 - 2010年9月）
- 毎週土曜 18:30 - 18:55（2010年10月 - 2011年3月）

2011年3月12日 東日本大震災の影響により生放送中止、約1ヶ月番組中断
- 2011年5月10日 中断から復帰　「MIX UP」（パーソナリティー 高野真一郎、毎週火曜 25:00 - 26:00）の内包番組に25：05頃～
- 2011年7月2日 MIX UP終了に伴い時間変更 「音姫」（パーソナリティー さとうまお、毎週土曜 26:00 - 27:00）の内包番組に26：05頃～

## エピソード
- 辻を仙台に紹介したエフエム仙台アナウンサー井上崇も当番組に携わっており、井上が「きょうだいみたい」と指摘したことがある、同局アナウンサー名護ひと美がよくゲスト出演しており、番組最終期には名護の自宅で収録を行い、辻と名護の卒業アルバムを観賞するなどトークを繰り広げた。（その模様は4週にわたり番組でOAされた）
- 2011年3月12日に5thシングル「愛がほしいよ」リリース記念として生放送が予定されていたが、東日本大震災の影響により中止された。以降、番組は約1ヶ月の中断を経て深夜番組の「マンスリーコーナー」（内包番組）として復帰するも再び生放送は行なわれずに、3年丁度での番組終了を迎えた。

## エフエム石川版
エフエム石川「つじらじお」は期間限定番組として、2010年1月1日から毎週金曜日17:35 - 17:40に全13回で放送された。